# Povaljska listina
Povaljska listina najstariji je sačuvani dokument pisan hrvatskom ćirilicom. Po svom sadržaju to je skraćeni oblik ovjerovljenog prijepisa kartulara benediktinskog samostana sv. Ivana u Povljima.
Kao što ime govori, nađena je u mjestu Povljima, i to sasvim slučajno, jer je promatrač primijetio neobične znakove na predmetu koji je domaćica koristila za - potpirivanje vatre na ognjištu.[nedostaje izvor]

## Sadržaj
Povaljska listina posjedovna je isprava benediktinskoga samostana sv. Ivana Krstitelja u Povljima na otoku Braču, napisana na listu pergamene hrvatskom ćirilicom (tzv. bosančicom) 1. prosinca 1250. godine.
Predložak listine bio je kapitular povaljskog samostana. Katular za samostan dao je napraviti povaljski opat Ratko krajem 12. ili početkom 13. stoljeća. Zasnovao ga je na ispravi iz 1184. godine kada je domaći knez Brečko potvrdio samostanu dotadašnje posjede. Povaljski opat Ivan je 1250. godine zatražio novi prijepis i ovjeru kartulara kod tadašnjeg hvarskog javnog bilježnika Ivana. Kako Povaljski kartular nije bio velik, kanonik Ivan ga je prepisao na jedan oveći list pergamene. Na određenim je mjestima skraćivao dijelove koje je smatrao nevažnima kako bi sve stalo na jednustranu. Zbog toga je je pri kraju morao smanjivati i veličinu slova te razmake između redaka. Stari se kartular, kako je izgubio pravnu vrijednost, nije ni sačuvao.
Listina opisuje, kako su knez Brečko i župan Prvoš, u Bolu (1184.), na hvarsko-bračkom općem zboru na molbu svećenika Ratka, vratili nekadašnje samostanske zemlje „Bogu i sv. Ivanu”. Zatim se nižu opisi daljih samostanskih zemljišnih stečevina, sve uz navođenje svjedoka. Dokument završava potpisima svjedoka Blaža i pisca kanonika Ivana.
Prvi ju je 1881. godine objavio Franjo Rački u 13. knjizi „Starina”.
Danas se čuva u Župnom uredu u Pučišćima na Braču.

## Poveznice
- Povlja
- Povaljski prag

### Članci
- Kovačić, Slavko. 1984. Povaljska listina i Povaljski prag. Crkva u svijetu. Sveučilište u Splitu - Katolički bogoslovni fakultet. Split. 19 (4): 407–412

### Mrežna sjedišta
- Povaljski prag. Hrvatska enciklopedija, mrežno izdanje journal zahtijeva |journal= (pomoć)